# David Hallberg
Pour les articles homonymes, voir Hallberg.
David Hallberg est un danseur classique américain né le 18 mai 1982 à Rapid City, en Dakota du Sud.
Il est premier danseur à partir de janvier 2004 à l'American Ballet Theatre (New York) et danseur étoile à partir de mai 2005. À l'automne 2011, il est nommé danseur étoile au Bolchoï de Moscou. Pour la première fois dans l'histoire du théâtre, un danseur étranger est désigné étoile.

## Biographie
Hallberg naît à Rapid City, dans le Dakota du Sud, et grandit à Phoenix dans l'Arizona. Son père est agent immobilier et sa mère, cadre d'hôpital. Il a la vocation pour la danse en regardant un film avec une danse de Fred Astaire. Il se forme avec l'aide de ses parents à la Ballet Arizona School sous la houlette de Kee Juan Han, ancien soliste du Ballet de Boston,. En 1999, il étudie pendant un ans à l'école de ballet de l'Opéra de Paris (auprès de Claude Bessy et Gilbert Mayer), puis rejoint le Studio Company de l'American Ballet Theater en 2001.
David Hallberg danse pour le corps de ballet de l'Américain Ballet Theater (ABT) de New York à partir de 2001 et devient soliste en 2004, puis danseur principal en 2006. Il est danseur invité pour de nombreuses scènes étrangères comme le Mariinsky, l'Opéra de Paris, le Ballet royal suédois, l'Australian Ballet, le ballet du Teatro Colón de Buenos Aires, etc. Il fait des tournées de galas du Japon au Théâtre Bolchoï. En 2010, Hallberg gagne le Prix Benois de la Danse pour son interprétation d'Albrecht dans Giselle. Svetlana Zakharova choisit David Hallberg parmi les six danseurs du Bolchoï ayant le rôle du prince Désiré dans leur répertoire. Il est le premier Américain à danser ce rôle sur la scène du Bolchoï à l'automne 2011.

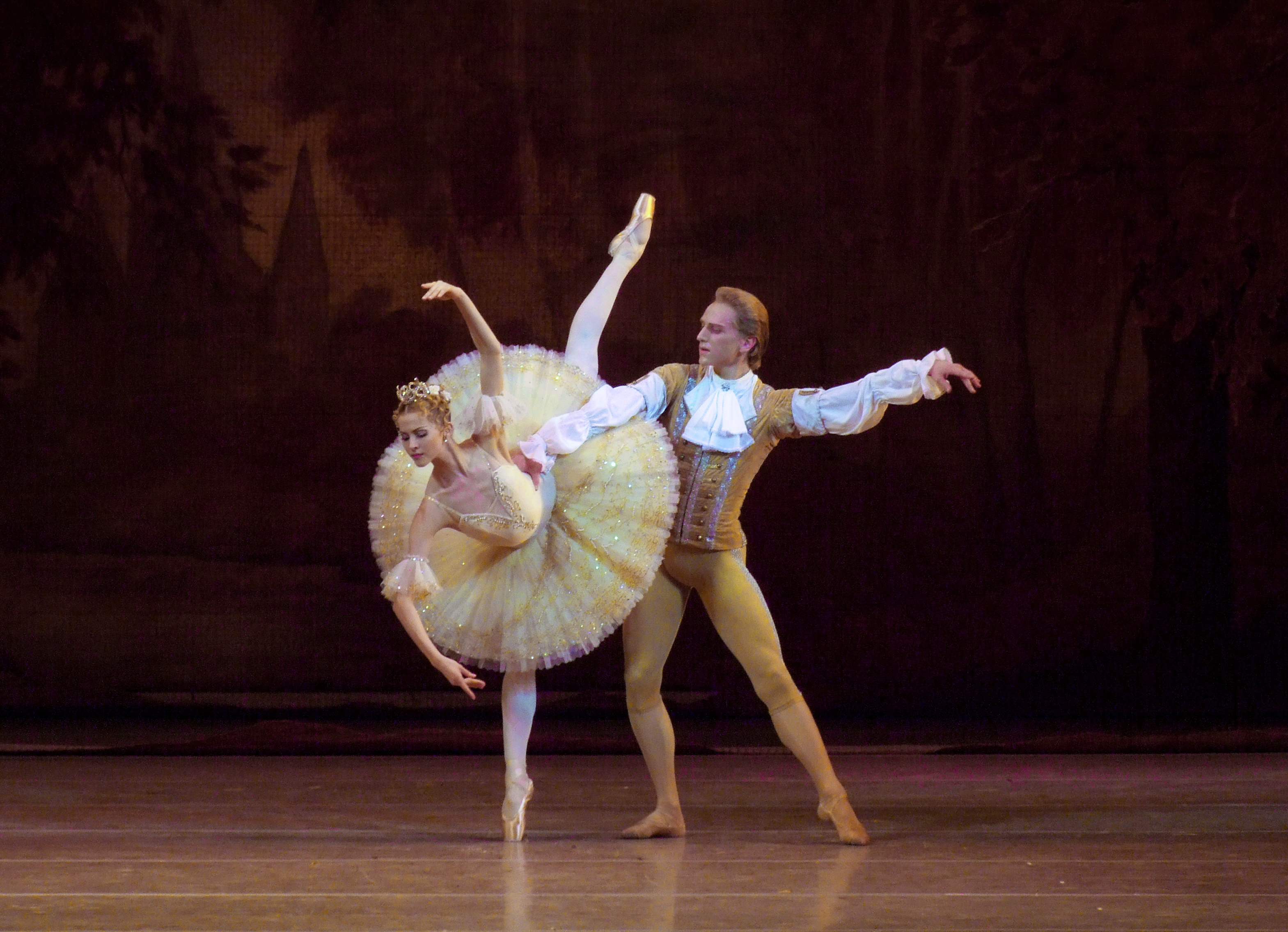
David Hallberg et Alina Somova dans La Belle au bois dormant.

Hallberg est invité en 2011 par Sergueï Filine, directeur artistique du ballet du Bolchoï, à rejoindre le Bolchoï comme artiste invité ou danseur principal. Une partie de sa décision est due à son désir de danser avec la ballerine Natalia Ossipova avec qui il avait dansé précédemment. Il a le fameux Alexandre Vetrov comme pédagogue. Il danse pendant quatre ans les grands rôles et il est au sommet de gloire; mais en 2015 il se blesse sévèrement à la cheville, il doit quitter la scène pendant deux ans pour se soigner et formellement son contrat avec le Bolchoï cesse en 2017.
Il remonte sur scène dans le rôle de Franz dans Coppélia à l'Australian Ballet avec Amber Scott. Il publie en novembre 2017 ses Mémoires intitulés A Body of Work: Dancing to the Edge and Back. Il devient en janvier 2021 directeur artistique de l'Australian Ballet et fait ses adieux à la scène.

## Récompenses
Il remporte le Prix Benois de la danse en 2010. 